# Cratere Tulpar
Tulpar è un cratere sulla superficie di Rea.